# Ela Dobnikar
Ela Dobnikar (r. Avbelj), slovenska gospodarstvenica, * 11. oktober 1916, Prevoje pri Šentvidu, † 8. februar 1966, Ljubljana. 

## Življenje in delo
V Ljubljani je končala meščansko šolo ter nato delala v več odvetniških pisarnah. Po končani vojni se je sprva zaposlila pri Rdečem križu, nato pa pri  Glavnem odboru Osvobodilne fronte oz. (kasneje) Socialistični zvezi delovnega ljudstva Slovenije. Leta 1956 je postala pomočnica direktorja časopisa Ljudska pravica, 1962 pa direktorica Dela. Odigrala je pomembno vlogo pri modernizaciji slovenske grafične industrije in k prvim pomembnim združevenjem v tej panogi, ko se je več manjših tiskarn združilo v veliko, sodobno tehnično opremljeno ČGP Delo, ki izdaja časopis Delo Bila je sestra narodnega heroja in politika Viktorja Avblja, poročena pa z elektrotehniškim gospodarstvenikom Francetom Dobnikarjem, ki je bil mdr. v letih 1953-63 predsednik elektrotehniške zveze Slovenije.